# Peter Woit
Peter Woit (/ˈwɔɪt/; nacido el 11 de septiembre de 1957) es un físico y profesor titular del departamento de Matemáticas de la Universidad de Columbia. Woit, crítico con la teoría de cuerdas, ha publicado un libro titulado Not Even Wrong (2006) y escribe un blog con el mismo nombre.

## Carrera
Woit se graduó en 1979 en la Universidad de Harvard, con licenciatura y máster en física. Obtuvo su doctorado en física de partículas de la Universidad de Princeton en 1985, seguido de su trabajo posdoctoral en física teórtica en la Universidad de Stony Brook y matemáticas en el Mathematical Sciences Research Institute (MSRI) en Berkeley. Trabajó cuatro años como profesor adjunto en Columbia. Ahora, mantiene una posición permanente en el departamento de matemáticas como profesor titular.
Woit es un ciudadano estadounidense y también cuenta con un pasaporte de Letonia. Su padre nación en Riga y fue exiliado junto con sus padres durante el comienzo de la ocupación soviética en Letonia.

## Críticas a la teoría de cuerdas
Woit es crítico de la teoría de cuerdas por carecer de predicciones comprobables y ser promovida con dinero público pese a sus fracasos hasta la fecha, y es autor tanto de artículos científicos como de polémicas populares sobre este tema. En sus escritos afirma que la excesiva atención de los medios de comunicación y la financiación de esta corriente, que considera especulativa, puede socavar la fe pública en la libertad de la investigación científica. Su weblog moderado sobre la teoría de cuerdas y otros temas se titula "Not Even Wrong" (Ni siquiera es falso, en español), término despectivo para referirse a argumentos científicamente inútiles acuñado por Wolfgang Pauli.
 Durante los últimos dieciocho años, la teoría de partículas ha estado dominada por una única aproximación a la unificación de las interacciones del Modelo Estándar y la gravedad cuántica. Esta línea de pensamiento se ha endurecido hasta convertirse en una nueva ortodoxia que postula una teoría supersimétrica fundamental desconocida en la que intervienen cuerdas y otros grados de libertad con una escala característica en torno a la longitud de Planck. [...] Es un hecho sorprendente que no exista absolutamente ninguna prueba de esta compleja y poco atractiva teoría conjetural. Ni siquiera existe una propuesta seria de lo que se supone que es la dinámica de la "teoría M" fundamental, ni razón alguna para creer que su dinámica produciría un estado de vacío con las propiedades deseadas. El único argumento que se suele dar para justificar esta imagen del mundo es que las teorías de cuerdas perturbativas tienen un modo de espín dos sin masa y, por tanto, podrían proporcionar una explicación de la gravedad, si alguna vez se consiguiera encontrar una teoría subyacente para la que la teoría de cuerdas perturbativa fuera la expansión perturbativa.

### "Las guerras de las cuerdas"
En el 2006 tomó lugar una discusión entre físicos de la Universidad de California en Santa Bárbara del Instituto Kavli de Física Teórica y el periodista científico George Johnson en relación con la polémica suscitada por los libros de Lee Smolin (The Trouble with Physics) y Woit (Not Even Wrong). La reunión fue titulada "The String Wars".